# الیزابت پی. هویزینگتون
الیزابت پاشل هویزینگتون (زاده ۳ نوامبر ۱۹۱۸ - درگذشته ۲۱ اوت ۲۰۰۷) افسر ارتش ایالات متحده و یکی از دو زنی بود که به درجه سرتیپی رسید.

## اوایل زندگی
الیزابت هویزینگتون متولد ۳ نوامبر ۱۹۱۸ در نیوتن، کانزاس، فارغ‌التحصیل سال ۱۹۴۰ از کالج نوتردام مریلند بود.

## خدمات نظامی
در طول جنگ جهانی دوم، ارتش ایالات متحده با ایجاد سپاه کمکی ارتش زنان (WAAC) فرصت‌ها را برای زنان به فراتر از پرستاری گسترش داد. هویزینگتون در نوامبر ۱۹۴۲ در سپاه کمکی ارتش زنان نام‌نویسی کرد و آموزش اولیه خود را در فورت د موین، آیووا به پایان رساند. در آن زمان، زنان قبل از اینکه بتوانند به مدرسه کاندیدای افسری (OCS) درخواست دهند، ملزم به خدمت در واحدها بودند، بنابراین هویزینگتون به یک واحد هشدار اولیه هواپیمای WAAC در بنگور، مین رفت. فرمانده گروهان به استعدادهای او پی برد و بلافاصله پس از ورود او را گروهبان اول کرد. او بعداً گفت که سپس به دنبال خشن‌ترین گروهبان مردی که می‌توانست پیدا کند رفت و از او خواست تا آنچه را که باید بداند به او بیاموزد. او گفت که او آنقدر کار خوبی انجام داد که وقتی به OCS رسید هرگز مجبور نشد کتابی را باز کند.
هویزینگتون در می ۱۹۴۳ به‌عنوان افسر سوم WAAC مأمور شد. هنگامی که یک ماه بعد، نیروی کمکی به سپاه زنان (WAC) تبدیل شد، افسران آن به درجه‌های استاندارد ارتش تغییر یافتند و هویزینگتون ستوان دوم شد. او به اروپا اعزام شد و پس از پیاده‌سازی در نرماندی در فرانسه خدمت کرد. هویزینگتون پس از جنگ جهانی دوم به کار خود ادامه داد و با فرماندهی واحدهای WAC در ژاپن، آلمان و فرانسه و خدمت در مأموریت‌های کارکنان در سانفرانسیسکو و پنتاگون، به درجه سرهنگی رسید.
هویزینگتون در ۱ آگوست ۱۹۶۵، به‌عنوان هفتمین مدیر سپاه ارتش زنان منصوب شد و از سال ۱۹۶۶ تا ۱۹۷۱ خدمت کرد. به‌عنوان مدیر در طول جنگ ویتنام، او در سپتامبر ۱۹۶۷ از ارتش زنان درحال خدمت در سایگون (هوشی‌مین) و لانگ بین بازدید کرد. به گفته برخی منابع، هویزینگتون از اعزام زنان ارتش به ویتنام جلوگیری کرد، زیرا معتقد بود که این مناقشه مانع از پیشرفت در گسترش نقش کلی زنان در ارتش می‌شود.

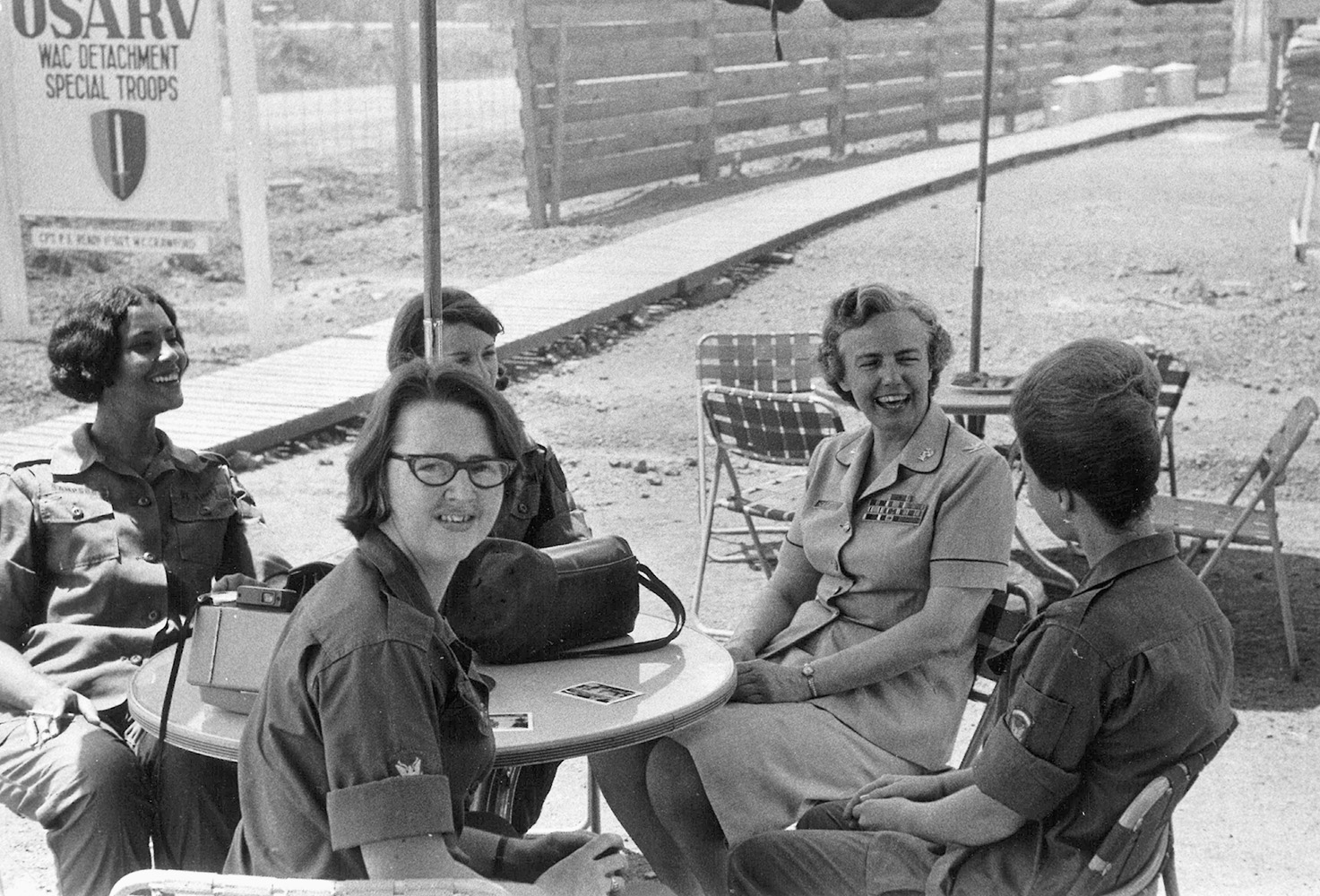
سرهنگ الیزابت پی. هویزینگتون با اعضای گروه WAC، ویتنام، در حیاط واحد در لانگ بین، اکتبر ۱۹۶۷ دیدار می‌کند.

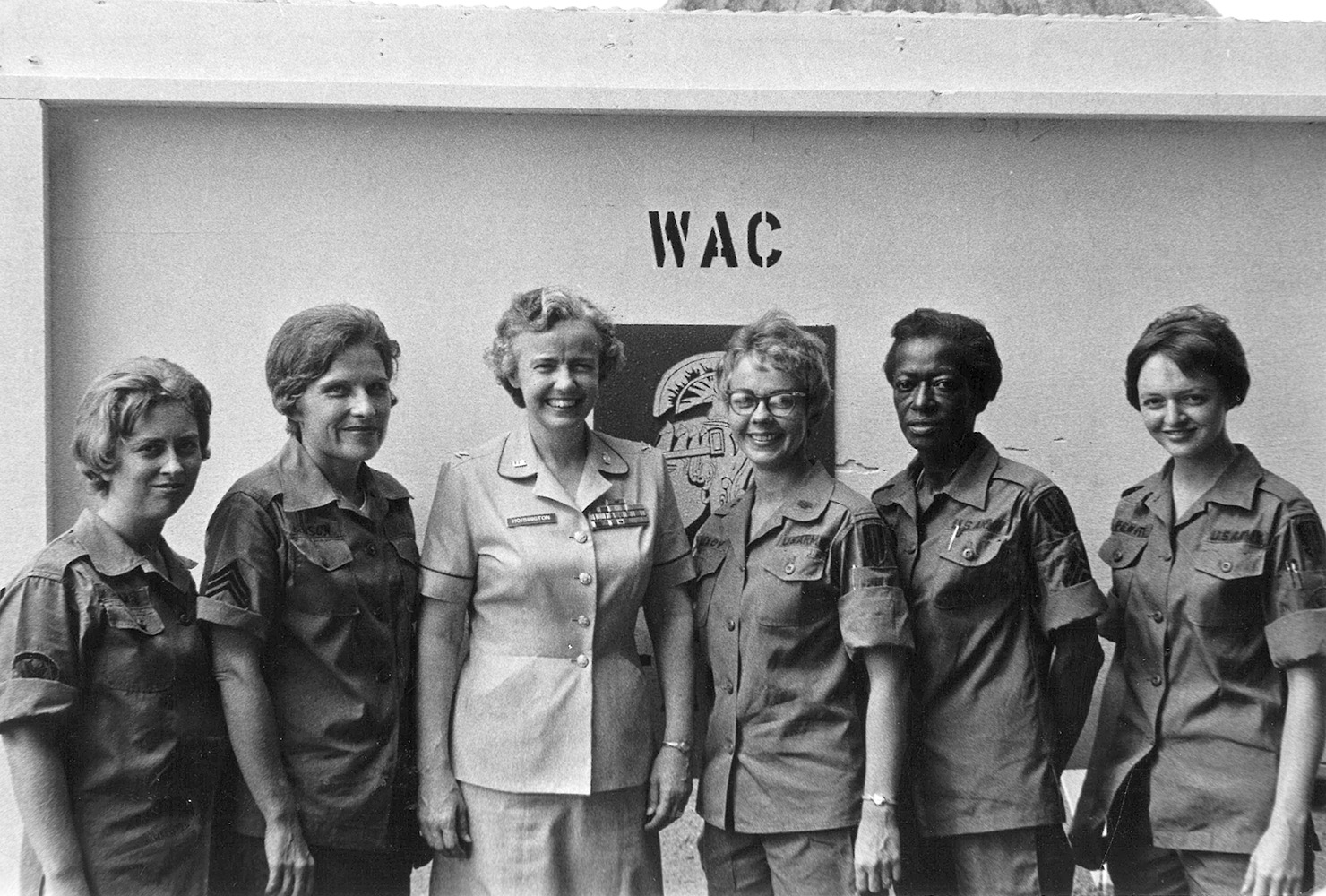
سرهنگ هویزینگتون با اعضای کادر گروه WAC، ویتنام، اکتبر ۱۹۶۷ ملاقات می‌کند. از چپ به راست: راینل ام. استوبز، گروهبان. بتی جی. بنسون، سرهنگ هویزینگتون، سروان پگی ای. پاتریشیا سی پیویت.

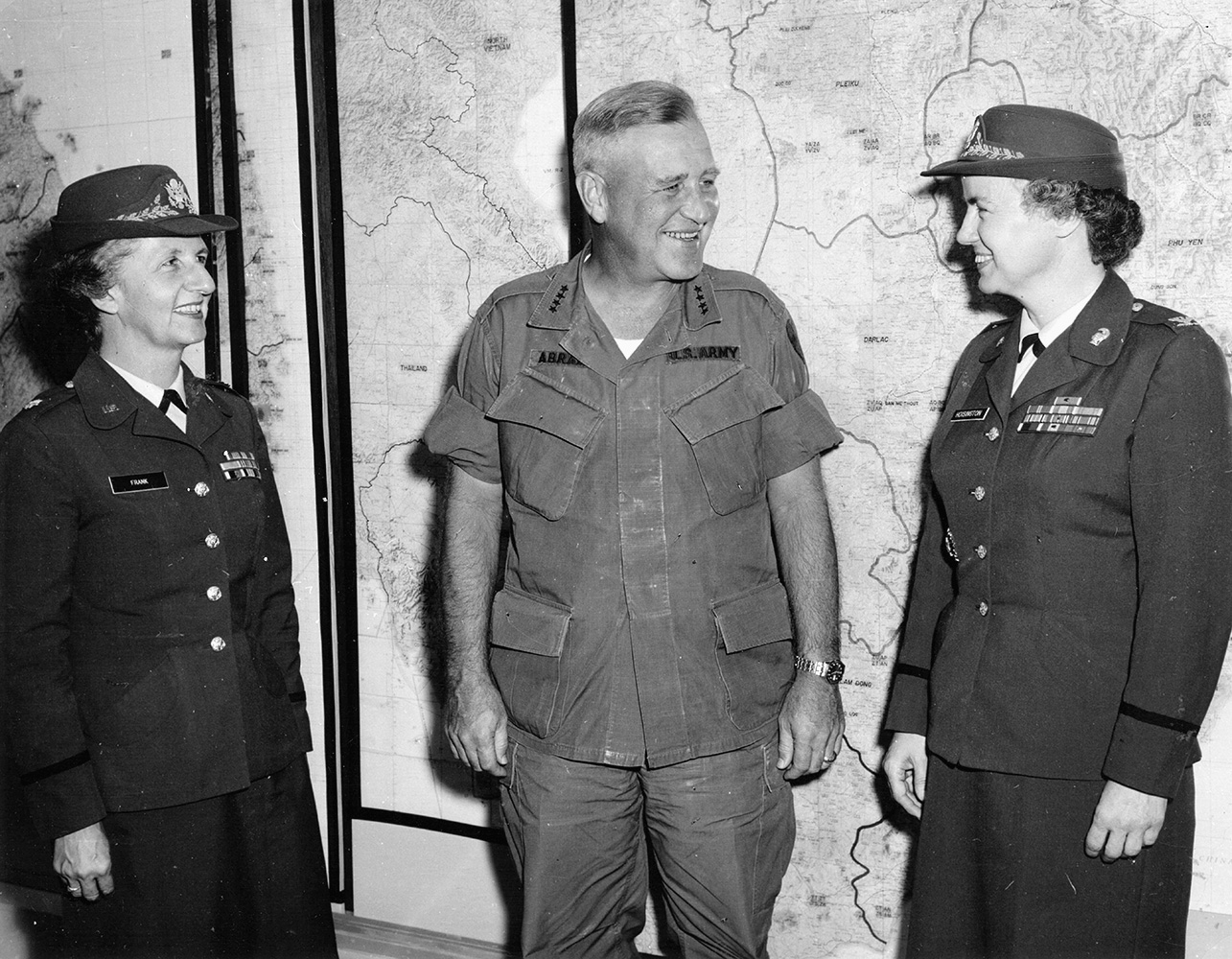
پس از ورود به ویتنام برای بازرسی واحدها و پرسنل WAC، سرهنگ هویزینگتون و همراهش، سرهنگ دوم لتا ام. فرانک، مشاور ستادی WAC، ارتش ایالات متحده، توسط ژنرال کریگتون آبرامز، معاون فرمانده ام‌ای‌سی‌وی مورد استقبال قرار گرفتند، سپتامبر ۱۹۶۷.

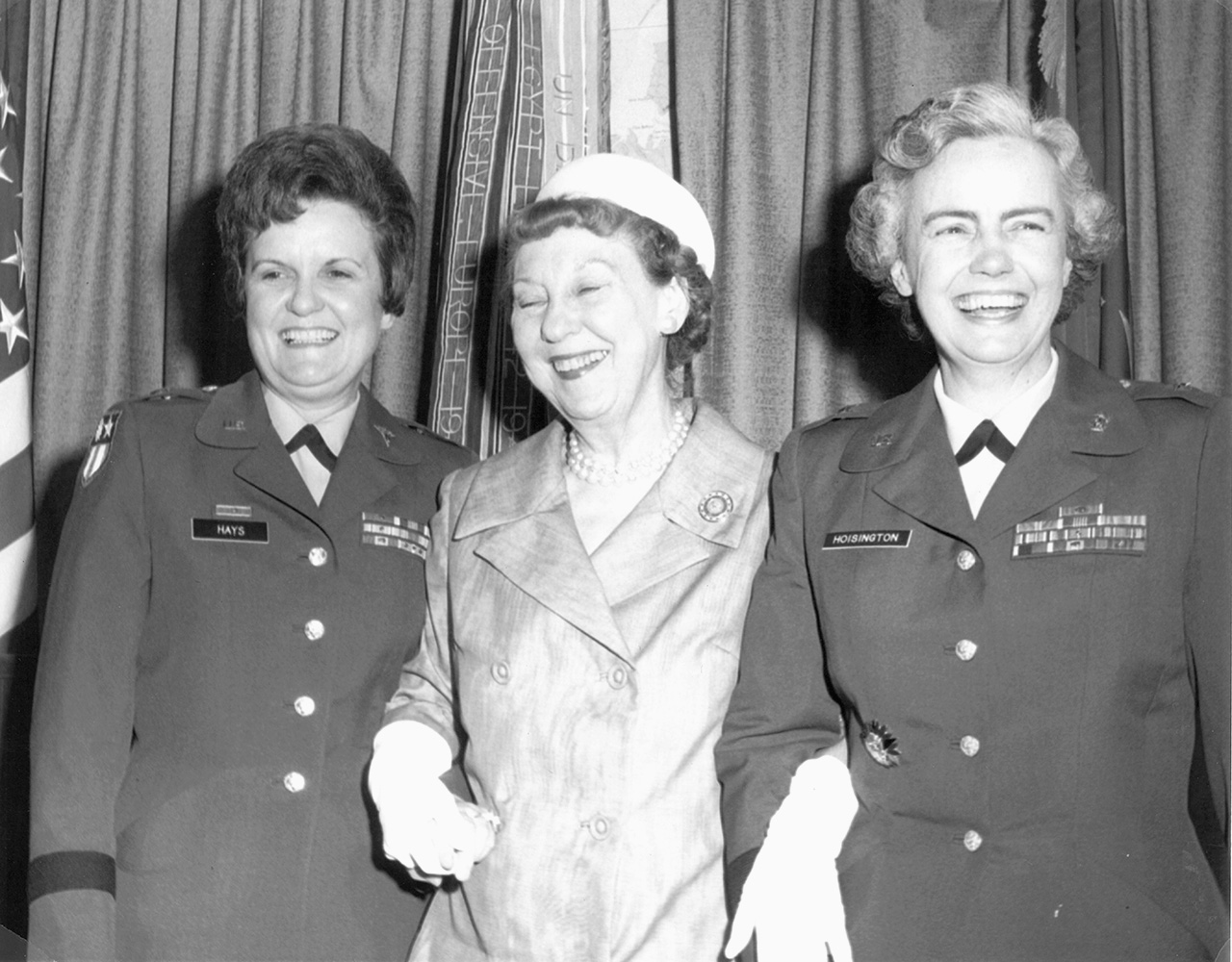
اولین دو زن نظامی که به درجه افسر عمومی رسیدند، سرتیپ. ژنرال آنا می هیس، رئیس نیروهای پرستار ارتش (سمت چپ)، و سرتیپ. ژنرال الیزابت پی. هویزینگتون، مدیر ارتش زنان (سمت راست)، با میمی آیزنهاور در روز ترفیع آنها، ۱۱ ژوئن ۱۹۷۰.

در ۱۵ مه ۱۹۷۰، رئیس‌جمهور ریچارد نیکسون اولین زنانی را که برای ارتقاء به سرتیپ انتخاب شدند، معرفی کرد: آنا می هیس، رئیس نیروهای پرستار ارتش ایالات متحده آمریکا و هویزینگتون، رئیس ارتش زنان. این دو زن در ۱۱ ژوئن ترفیع گرفتند. هیس و هویزینگتون با چند دقیقه تفاوت از یکدیگر ارتقاء یافتند. از آنجا که آنها به ترتیب حروف الفبا ارتقاء یافتند، هیس اولین زنی در نیروهای مسلح ایالات متحده بود که نشان یک سرتیپ را بر تن کرد. تبلیغات هویزینگتون و هیس منجر به روابط عمومی مثبت برای ارتش شد، ازجمله حضور در برنامه‌های دیک کوت، دیوید فراست و امروز از ان‌بی‌سی. هویزینگتون که به‌خاطر لبخند سریع و شخصیت پرشورش مشهور بود، به‌عنوان مهمان ناشناس در برنامه بازی محبوب شغل من چیست؟ ظاهر شد.
هویزینگتون در ۱ اوت ۱۹۷۱ از ارتش بازنشسته شد.

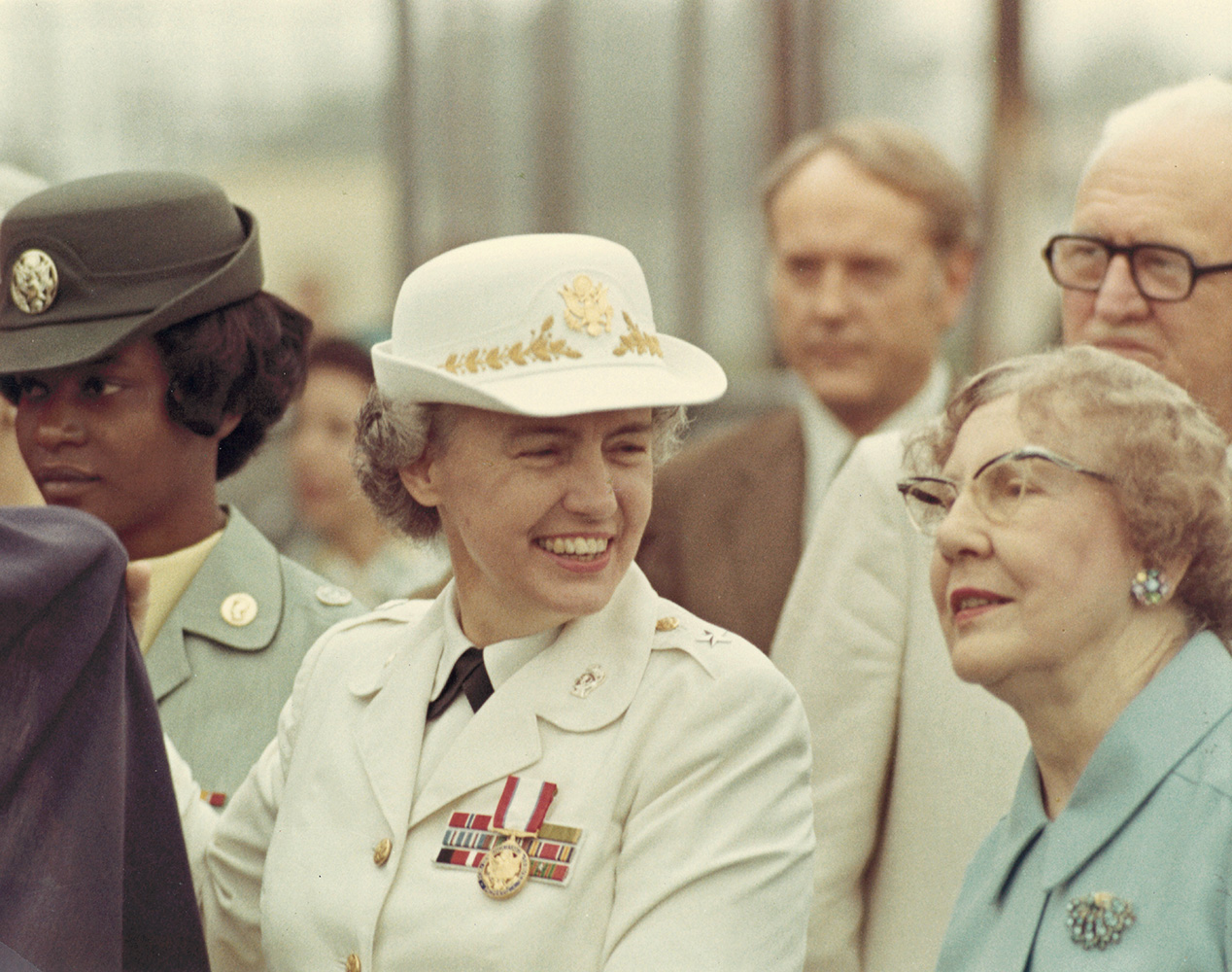
هویزینگتون لحظه‌ای را با مادرش در بررسی بازنشستگی خود در ۳۰ ژوئیه ۱۹۷۱ به اشتراک می‌گذارد.

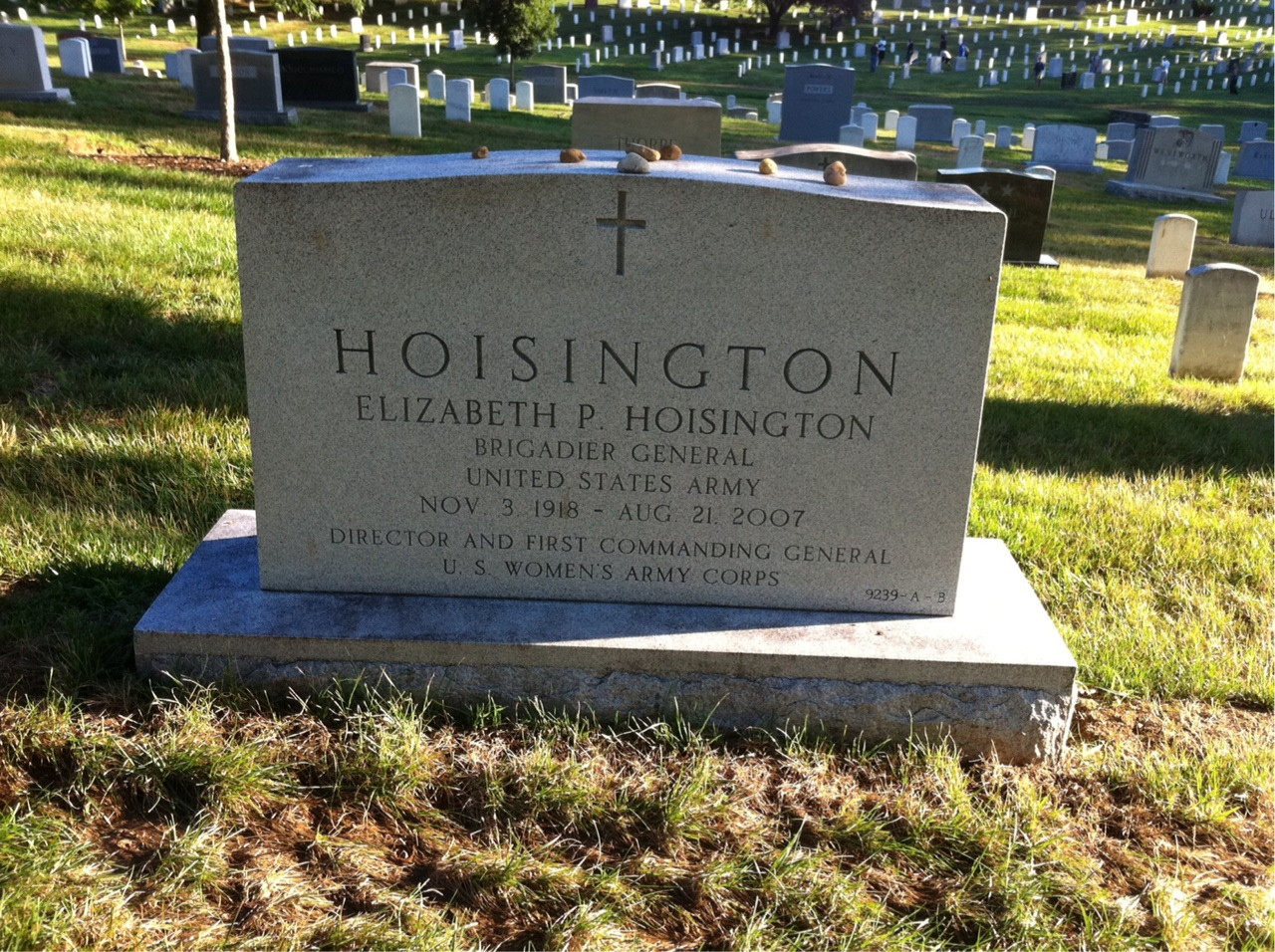
قبر هویزینگتون در گورستان ملی آرلینگتون

## خانواده
پدربزرگ هویزینگتون، سرهنگ پری مایلو هویزینگتون اول، به سازماندهی گارد ملی کانزاس کمک کرد. پدرش، گرگوری هویزینگتون، فارغ‌التحصیل آکادمی نظامی ایالات متحده و سرهنگ ارتش بود. او از نوادگان مستقیم ابنزر هویزینگتون، بنیانگذار ایالت ورمانت و سرباز انقلاب آمریکا بود.
برادرش پری هویزینگتون دوم، ژنرال نیروی هوایی ایالات متحده بود. ترفیع الیزابت هویزینگتون در سال ۱۹۷۰ آنها را به اولین برادر و خواهر ژنرال ارتش ایالات متحده تبدیل کرد.

## مرگ و دفن
هویزینگتون در ۲۱ اوت ۲۰۰۷ در سن ۸۸ سالگی در اسپرینگفیلد، ویرجینیا درگذشت. او در گورستان ملی آرلینگتون به خاک سپرده شده است. از او یک برادر کوچکتر به نام رابرت (درگذشته ۲۰۲۰) و یک خواهر به نام نانسی (درگذشته ۲۰۱۲) به یادگار ماند.

## افتخارات و نشان‌ها
| Bronze oak leaf cluster |                         |           |
|                         |                         |           |
|                         | Bronze star             |           |
|                         | Bronze oak leaf cluster | Gold star |

| مدال خدمات برجسته ارتش | مدال خدمات برجسته ارتش | مدال خدمات برجسته ارتش | مدال خدمات برجسته ارتش                                  | مدال خدمات برجسته ارتش                                  | لژیون افتخار با خوشه برگ بلوط                           | لژیون افتخار با خوشه برگ بلوط        | لژیون افتخار با خوشه برگ بلوط        | لژیون افتخار با خوشه برگ بلوط        | لژیون افتخار با خوشه برگ بلوط |
| مدال ستاره برنز        | مدال ستاره برنز        | مدال ستاره برنز        | مدال قدردانی ارتش                                       | مدال قدردانی ارتش                                       | مدال قدردانی ارتش                                       | مدال خدمات ارتش زنان                 | مدال خدمات ارتش زنان                 | مدال خدمات ارتش زنان                 |                               |
| مدال کمپین آمریکایی    | مدال کمپین آمریکایی    | مدال کمپین آمریکایی    | مدال کمپین اروپایی-آفریقایی-خاورمیانه با یک ستاره خدمات | مدال کمپین اروپایی-آفریقایی-خاورمیانه با یک ستاره خدمات | مدال کمپین اروپایی-آفریقایی-خاورمیانه با یک ستاره خدمات | مدال پیروزی جنگ جهانی دوم            | مدال پیروزی جنگ جهانی دوم            | مدال پیروزی جنگ جهانی دوم            |                               |
| مدال ارتش اشغالگر      | مدال ارتش اشغالگر      | مدال ارتش اشغالگر      | مدال خدمات دفاع ملی با خوشه برگ بلوط                    | مدال خدمات دفاع ملی با خوشه برگ بلوط                    | مدال خدمات دفاع ملی با خوشه برگ بلوط                    | صلیب جنگ ۱۹۴۵–۱۹۳۹ (فرانسه) با ستاره | صلیب جنگ ۱۹۴۵–۱۹۳۹ (فرانسه) با ستاره | صلیب جنگ ۱۹۴۵–۱۹۳۹ (فرانسه) با ستاره |                               |